# Phenacoccus convolvuli
Phenacoccus convolvuli är en insektsart som beskrevs av Savescu 1985. Phenacoccus convolvuli ingår i släktet Phenacoccus och familjen ullsköldlöss.
Artens utbredningsområde är Rumänien. Inga underarter finns listade i Catalogue of Life.